# مؤسسه جغرافیا و آمار برزیل
موسسه جغرافیا و آمار برزیل (به پرتغالی: Instituto Brasileiro de Geografia e Estatística) (به اختصار:IBGE) یک موسسه در برزیل است که مسئول جغرافیا، نقشه‌نگاری، نقطه ژئودزی، اطلاعات محیط زیست و آمارگیری در این کشور می‌باشد. این موسسه یک سرشماری ملی چند ساله را اجرا می‌کند؛ پرسشنامه‌ها شامل اطلاعاتی مانند سن، درآمد خانوار، سواد آموزی، تحصیلات، شغل و سطح بهداشت هستند. آی‌بی‌جی‌ای یک موسسه دولتی است که در سال ۱۹۳۶ تحت نام موسسه ملی آمار تاسیس شده است. مؤسس و مدافع اصلی آن ماریو آگوستو تیکسیرا د فریتس است. نام فعلی آن از سال ۱۹۳۸ است. مقر آن در ریو دو ژانیرو قرار دارد و رئیس آن روبرتو اولنتو است. این موسسه توسط فرمان شماره ۱۶۱ قانون فدرال در تاریخ ۱۳ فوریه ۱۹۶۷ ساخته شده است و با وزارت برنامه ریزی، بودجه و مدیریت ارتباط دارد.

## ساختار
آی‌بی‌جی‌ای دارای شبکه‌ای از مولفه‌های تحقیق و انتشار ملی است که شامل موارد زیر است:
- ۲۷ واحد دولتی
- ۲۷ مرکز برای مستندسازی و انتشار اطلاعات
- ۲۷ واحد برای نظارت بر نقشه برداری
- ۵۸۵ آژانس جمع‌آوری داده‌ها در شهرهای بزرگ.
- مرکز اصلی در ریو دو ژانیرو

همچنین در ریو دو ژانیرو پنج هیئت مدیره و یک مدرسه وجود دارد: مدیران اجرایی، اداره تحقیقات، گروه علوم زمین، اداره اطلاعات، مرکز اسناد و انتشار اطلاعات و دانشکده علوم آماری.

اداره تحقیقات مسئول برنامه‌ریزی و هماهنگ کردن تحقیقات طبیعت و پردازش اطلاعات آماری جمع آوری شده توسط واحدهای دولتی است؛ گروه علوم زمین مسئول نقشه برداری اولیه، سیستم ژئودزی ملی، با بررسی منابع طبیعی و محیط زیست و مطالعات و بررسی‌های جغرافیایی است.

## بایگانی
آی‌بی‌جی‌ای آرشیوهای زیر را نگهداری می‌کند (لیست غیرمستقیم):
- تولید کشاورزی شهری
- بررسی دام‌های شهری
- استخراج تحقیق‌های جنگل
- بررسی سالانه صنعت (طرح کامل)
- بررسی سالانه صنعت (طرح ساده)
- بررسی سالانه صنعت (محصول)
- بررسی سالانه صنعت ساخت و ساز
- بررسی سالانه تجارت (طرح ساده)
- بررسی سالانه تجارت (طرح کامل)
- بررسی سالانه خدمات
- بررسی نمونه‌های مکرر ملی از خانوارها
- بررسی ماهانه اشتغال و حقوق و دستمزد
- بررسی صنعتی ماهانه تولیدهای فیزیکی
- بررسی ماهانه تجارت
- بررسی ماهانه خدمات
- بررسی بودجه خانوار